# Goyazita
La goyazita és un mineral de la classe dels fosfats que pertany al grup plumbogummita i al supergrup alunita. Rep el seu nom de la província brasilera de Goyaze, on va ser descoberta l'any 1884. També és coneguda com a hamlinita o lusungita.

## Característiques
La goyazita és un fosfat d'alumini i estronci amb fórmula SrAl₃(PO₄)₂(OH)₅·H₂O. Cristal·litza en el sistema trigonal formant cristalls romboèdrics de fins a 2 cm, o pseudocúbics o aplanats en {0001}, {1012} amb estries. És isostructural amb la gorceixita, i és l'anàleg d'estronci de la crandal·lita i plumbogummita, i l'anàleg fosfat de l'arsenogoyazita. Forma sèries de solució sòlida amb la gorceixita i amb la crandal·lita.
Segons la classificació de Nickel-Strunz, la goyazita pertany a «08.BL: Fosfats, etc. amb anions addicionals, sense H₂O, amb cations de mida mitjana i gran, (OH, etc.):RO₄ = 3:1» juntament amb els següents minerals: beudantita, corkita, hidalgoita, hinsdalita, kemmlitzita, svanbergita, woodhouseita, gallobeudantita, arsenogoyazita, arsenogorceixita, arsenocrandal·lita, benauita, crandal·lita, dussertita, eylettersita, gorceixita, kintoreita, philipsbornita, plumbogummita, segnitita, springcreekita, arsenoflorencita-(La), arsenoflorencita-(Nd), arsenoflorencita-(Ce), florencita-(Ce), florencita-(La), florencita-(Nd), waylandita, zaïrita, arsenowaylandita, graulichita-(Ce), florencita-(Sm), viitaniemiita i pattersonita.

## Formació i jaciments
Es troba en pegmatites granítiques, en zones d'alteració hidrotermal d'argila; en argiles caolinítiques derivades d'aire de tobes volcàniques, en dipòsits de fosfats sedimentàris, carbonatites i en dipòsits detrítics, incloent sorres diamantíferes. Sol trobar-se associada a altres minerals com: herderita, apatita, quars, monazita, esfalerita, pirita, barita, caolinita i diamant.